# Аеродром Малакал
Аеродром Малакал (: , : ) је међународно ваздухопловно пристаниште код града Малакал у вилајету Горњи Нил у Јужном Судану. Смештен је на 393 метра надморске висине и има једну асфалтирану полетно-слетну стазу дужине 2.000 метара.

## Дестинације
| Авио-компанија     | Одредишта        |
| ------------------ | ---------------- |
| Итиопијан ерлајнс  | Адис Абеба, Џуба |
| Марсленд евијејшон | Картум           |
| Судан ервејз       | Картум           |